# Gervasio Gatti
Pour les articles homonymes, voir Gatti.
Gervasio Gatti dit il Soiaro (ou Sojaro) (Crémone ou Verceil ou Pavie, vers 1550 - vers 1631) est un peintre italien maniériste de la fin du  XVIe et du début du  XVIIe siècle qui fut actif à Parme, Plaisance et Crémone.

## Biographie
Gervasio Gatti  a été formé auprès de  son oncle Bernardino Gatti en copiant les modèles du Corrège (Saint Sébastien de Sainte-Agathe de Crémone et le Martyre de sainte Cécile à San Pietro, signé Gervasio et daté 1601) et il a aidé à décorer les salons de la Rocca de San Secondo Parmense.

## Œuvres
- Portrait de Margherita Aldobrandini,
- Ritratto di giovane in abito rosso con gorgera,
- Portrait d'Alexandre Farnese ?,
- Transfiguration du Christ, Chiesa di San Francesco, Pavie
- Saint Jérôme en prière,
- Nativité, fresque, église San Sigismondo, Crémone
- Le Martyre de sainte Catherine, église Santa Maria Assunta et San Cristoforo in Castello, Viadana.
- Saint Sébastien (1578), église sant'Agata, Crémone
- Le Martyre de sainte Cécile (1601), église de San Pietro, Crémone.

## Sources
- (en) Cet article est partiellement ou en totalité issu de l’article de Wikipédia en anglais intitulé « Gervasio Gatti » (voir la liste des auteurs).